# Tell Me You Love Me - Il sesso. La vita
Tell Me You Love Me - Il sesso. La vita (Tell Me You Love Me) è una serie televisiva drammatica statunitense che debuttò sull'emittente via cavo HBO e su The Movie Network il 9 settembre 2007.
La serie è stata ideata da Cynthia Mort e pensata per trattare la sfera sessuale. L'episodio pilota è stato prodotto e diretto da Patricia Rozema e girato a Winnipeg, nel Manitoba. La serie era stata inizialmente rinnovata da HBO per una seconda stagione nell'ottobre 2007, ma alla fine è stata cancellata nel luglio 2008, quando Mort ha affermato di non riuscire a «trovare la giusta direzione» da dare alla serie.

## Trama
Le vicende della serie ruotano attorno a tre coppie in crisi, Jamie e Hugo, Katie e David, e Carolyn e Palek, ognuna con problemi relativi all'intimità delle loro relazioni. Essi cercano l'aiuto della terapeuta dottoressa May Foster, la quale ha a sua volta problemi nel rapporto di coppia con il marito Arthur.

## Struttura
Ogni episodio inizia senza alcuna introduzione, senza logo e titoli di testa. Gli episodi sono inoltre girati con camere a mano, dando alla serie le fattezze di un documentario. Nessun episodio ha una partitura o una colonna sonora, ad eccezione di una canzone che solitamente inizia nelle ultime due o tre scene e continua durante i titoli di coda. Il logo della serie televisiva viene mostrato solo alla fine dei titoli di coda.

## Episodi
| Stagione       | Episodi | Prima TV originale | Prima TV Italia |
| -------------- | ------- | ------------------ | --------------- |
| Prima stagione | 10      | 2007               | 2008            |

## Guest star
Tra le guest star comparse nel corso della serie di breve durata vi sono Ryan Wynott nel ruolo di Joshua, Ian Somerhalder nel ruolo di Nick, Sherry Stringfield nei panni di Rita, Ronny Cox interprete di John.

## Controversie
La serie è diventata rapidamente nota a causa delle sue scene estremamente realistiche di penetrazione sessuale, sesso orale, masturbazione ed eiaculazione. Nonostante le numerose ed insistenti voci in senso contrario, e l'iniziale mancanza di un intervento sulla questione da parte di HBO e del team di produzione, è stato infine confermato che le scene di sesso sono in realtà simulate da diversi individui strettamente legati alla serie. La regista Patricia Rozema è stata tra coloro che hanno affrontato la questione apertamente:
Riguardo a queste scene controverse, l'attrice Jane Alexander ha affermato quanto segue:
E Michelle Borth, le cui scene sono forse le più esplicite, ha detto:

## Accoglienza
James Poniewozik del settimanale Time ha inserito la serie nella classifica delle migliori dieci serie televisive del 2007 (Top 10 New TV Series of 2007), posizionandola al terzo posto.
L'episodio pilota della serie ha attirato un totale di 910.000 spettatori, un numero molto basso rispetto a quello che la rete aveva totalizzato con le serie precedenti, come Roma, Deadwood, e anche lo sfortunato John from Cincinnati. Un mese dopo il suo debutto, HBO ha dichiarato che lo spettacolo aveva attirato un totale di 3,1 milione di spettatori in sette trasmissioni.

## Edizione DVD
Il DVD della prima ed unica stagione, intitolato Tell Me You Love Me - The Complete First Season, è stato commercializzato in lingua originale a partire dal 12 febbraio 2008.